# Bisschopskwartelduif
De bisschopskwartelduif (Geotrygon violacea) is een vogel uit de familie Columbidae (duiven).

## Verspreiding en leefgebied
Deze soort komt voor van Nicaragua tot Venezuela, oostelijk en centraal Zuid-Amerika en telt twee ondersoorten:
- G. v. albiventer: van Nicaragua tot noordelijk Colombia en Venezuela.
- G. v. violacea: van Suriname tot oostelijk Brazilië, Paraguay en noordoostelijk Argentinië.

## Status
De grootte van de populatie is in 2019 geschat op 0,5-5 miljoen volwassen vogels. Op de Rode lijst van de IUCN heeft deze soort de status niet bedreigd.